# Сан-Джованни-делла-Пинья (титулярная диакония)
Сан-Джованни-делла-Пинья — титулярная церковь была создана Папой Иоанном Павлом II 3 мая 1985 года.. Титулярная диакония принадлежит церкви Сан-Джованни-делла-Пинья, расположенной в районе Рима Пинья, на пьяцца делла Пинья.

## Список кардиналов-дьяконов и кардиналов-священников титулярной диаконии Сан-Джованни-делла-Пинья
- Фрэнсис Аринзе (25 мая 1985 — 29 января 1996), титулярная диакония pro hac vice (29 января 1996 — 25 апреля 2005, назначен кардиналом-епископом Веллетри-Сеньи);
- Раффаэле Фарина (24 ноября 2007 — 19 мая 2018), титулярная диакония pro illa vice (19 мая 2018 — по настоящее время).